# Kenny Pavey
Kenneth Steven Pavey (Southwark, Londres, Inglaterra, 23 de agosto de 1979), conocido como Kenny Pavey, es un exfutbolista inglés que jugaba de centrocampista.
En noviembre de 2019 anunció su retirada al término de la temporada.

## Clubes
| Club                | País       | Año       |
| ------------------- | ---------- | --------- |
| Sittingbourne F. C. | Inglaterra | 1997-1998 |
| Ljungskile SK       | Suecia     | 1998-2005 |
| AIK Solna           | Suecia     | 2006-2011 |
| Ljungskile SK       | Suecia     | 2012      |
| Östers IF           | Suecia     | 2013      |
| AIK Solna           | Suecia     | 2014-2015 |
| Assyriska FF        | Suecia     | 2016      |
| Vasalunds IF        | Suecia     | 2017-2018 |
| Enskede IK          | Suecia     | 2019      |

## Palmarés

### Títulos nacionales
| Título              | Club          | País   | Año  |
| ------------------- | ------------- | ------ | ---- |
| Allsvenskan         | AIK Estocolmo | Suecia | 2009 |
| Copa de Suecia      | AIK Estocolmo | Suecia | 2009 |
| Supercopa de Suecia | AIK Estocolmo | Suecia | 2010 |